# Iwie
Pour l’article homonyme, voir Iwie (Pologne).
Iwie (en biélorusse : Іўе ; en lacinka : Iŭje) ou Ivie (en russe : Ивье ; en polonais : Iwie) est une ville de la voblast de Hrodna ou oblast de Grodno, en Biélorussie, et le centre administratif du raïon d'Iwie. Sa population s'élevait à 7 630 habitants en 2017.

## Géographie
Iwie se trouve à 32 km à l'est de Lida, à 39 km au nord de Navahroudak, à 118 km à l'ouest de Minsk et à 132 km à l'est-nord-est de Hrodna/Grodno.

## Histoire
La première mention d'Iwie remonte au XVe siècle. En 1444, le grand-duc Casimir IV Jagellon autorisa la construction de l'église des saints apôtres Pierre et Paul. Iwie fut cédée à l'Empire russe par le troisième partage de la Pologne, en 1795. Une révolte paysanne éclata en 1861 à Iwie, mais elle fut brutalement écrasée par les troupes russes. En 1921, après la Première Guerre mondiale, le traité de Riga attribua Iwie à la Pologne. Elle fit alors partie de la voïvodie de Nowogródek.
Après la signature du pacte germano-soviétique, Iwie fut occupée par l'Armée rouge et rattachée à la république socialiste soviétique de Biélorussie. En 1940, Iwie reçut le statut de commune urbaine et devint le centre administratif d'un raïon. 
Pendant la Seconde Guerre mondiale, Iwie fut occupée par l'Allemagne nazie du 29 juin 1941 au 8 juillet 1944. Un mois après le début de l'occupation, quelque 225 membres de l'intelligentsia juive furent assassinés. En septembre 1941, un ghetto fut créé. Le 8 mai 1942, le ghetto fut cerné par la Wehrmacht et la police et 2 500 Juifs furent massacrés quatre jours plus tard. Grâce à une organisation de résistance, un groupe de juifs réussit à rejoindre les partisans. À la fin de l'année 1942 et au début de 1943, les massacres se poursuivirent dans le ghetto. Le 13 janvier 1943, le ghetto fut liquidé et les juifs survivants au nombre d'environ 1 100 furent transférés à Baryssaw, près de Minsk, où ils périrent peu après.
Iwie accéda au statut de ville le 12 janvier 2000.

## Population
Recensements (*) ou estimations de la population :
| 1869  | 1897* | 1959* | 1970* | 1979* | 1989* |
| ----- | ----- | ----- | ----- | ----- | ----- |
| 2 123 | 3 700 | 4 930 | 4 912 | 6 016 | 7 971 |

| 2009* | 2013  | 2014  | 2015  | 2016  | 2017  |
| ----- | ----- | ----- | ----- | ----- | ----- |
| 8 174 | 7 888 | 7 825 | 7 801 | 7 712 | 7 630 |